# Takehiko Itō
Takehiko Itō (伊東 岳彦 Itō Takehiko?) es un mangaka japonés. Takehito es más conocido por su trabajo llamado Outlaw Star. En su carrera ha creado numerosas series como Angel Links, el Future Retro Hero y otros mangas de la ciencia ficción en general.